# Kendra Wecker
Kendra Renee Wecker (* 16. Dezember 1982 in Marysville, Kansas, Vereinigte Staaten) ist eine ehemalige professionelle Basketball-Spielerin. Zuletzt spielte sie in der Saison 2008 für die Washington Mystics in der Women’s National Basketball Association.

## Karriere

### College
Kendra Wecker spielte bis 2005 für die Wildcats, dem Damen-Basketballteam der Kansas State University. 2003, 2004 und 2005 wurde sie ins All-Big 12 First Team gewählt. Außerdem erhielt sie 2005 die Auszeichnung Big 12 Conference Player of the Year. 2004 wurde sie auch in das All-District Second Team gewählt.

### Women’s National Basketball Association
Kendra Wecker wurde im WNBA Draft 2005 von den San Antonio Silver Stars an der vierten Stelle ausgewählt. In der Saison 2005 konnte sie wegen einer Verletzung nur ein Spiel für die Silver Stars bestreiten. In der Saison 2006 verpasste sie kein Saison-Spiel, außerdem stand sie elf Mal in der Startformation der Silver Stars. Wecker bekam in dieser Saison durchschnittlich 17 Minuten Spielzeit pro Spiel in dieser Zeit erzielte sie durchschnittlich 5,6 Punkte. In der Saison 2007 konnte sie nur 14 Spiele für die Silver Stars bestreiten, des Weiteren sank ihre Spielzeit auf 5,2 Minuten pro Spiel. Am 13. Mai 2008 wurde sie schließlich auf die Waiver Liste der Silver Stars gesetzt. Am 23. Juni 2008 nahmen die Washington Mystics Wecker unter Vertrag. Nachdem sie dort nur zu neun kurzen Einsätzen gekommen war, endete damit ihre Karriere in der WNBA.

### Europa
Neben ihren Einsätzen in der WNBA war Kendra Wecker auch für das spanische Team UB Barcelona in Europa aktiv.

### Nationalmannschaft
Zu Beginn ihrer Karriere gewann sie mit dem US-Team den Titel bei der Juniorenweltmeisterschaft 2003.